# 1939 en science-fiction
| Années de la science-fiction : 1936 - 1937 - 1938 - 1939 - 1940 - 1941 - 1942    |
| Décennies de la science-fiction : 1900 - 1910 - 1920 - 1930 - 1940 - 1950 - 1960 |

L'année 1939 a été marquée, en matière de science-fiction, par les événements suivants.

## Naissances et décès

### Naissances
- 11 février : Jane Yolen, écrivain et éditrice américaine.
- 8 mars : Peter Nicholls, écrivain australien, mort en 2018.
- 24 juillet : Barry N. Malzberg, écrivain américain, mort en 2024.
- 22 octobre : Suzy McKee Charnas, écrivain américaine, morte en 2023.
- 18 novembre : Margaret Atwood, écrivain canadienne.

## Prix

### Prix Hugo
Les prix ont été décernés rétroactivement en 2014.
- Roman : L'Épée dans la pierre (The Sword in the Stone) par T. H. White
- Roman court : La Chose (Who Goes There?) par John W. Campbell sous le nom de Don A. Stuart
- Nouvelle longue : Rule 18 par Clifford D. Simak
- Nouvelle courte : Comment nous sommes allés sur Mars (How We Went to Mars) par Arthur C. Clarke
- Film ou série : La Guerre des mondes, dramatique radio écrite et racontée par Orson Welles
- Éditeur professionnel : John W. Campbell
- Artiste professionnel : Virgil Finlay
- Magazine amateur : Imagination!
- Écrivain amateur : Ray Bradbury
- Prix spécial : Jerry Siegel et Joe Shuster, créateurs de Superman

## Parutions littéraires

### Romans
- L'Expérience du docteur Mops par Jacques Spitz.
- La Flamme noire par Stanley G. Weinbaum.
- Le Fulgur gris par Edward Elmer Smith.
- Jouvence par Aldous Huxley.
- Le Manuscrit Hopkins par Robert Cedric Sherriff.

### Nouvelles
- Dans les murs d'Eryx par H. P. Lovecraft et Kenneth J. Sterling.
- Ligne de vie par Robert A. Heinlein.

## Sorties audiovisuelles

### Films
- Buck Rogers par Ford Beebe et Saul A. Goodkind.
- Mille chilometri al minuto par Mario Matolli.
- Le monde tremblera par Richard Pottier.